# Кирлик Андрій Яношевич
Кирлик Андрій Яношевич (нар. 21 листопада 1974, Хмельницький) — колишній український футболіст, півзахисник. Нині протоієрей УПЦ МП.

## Життєпис
Андрій Кирлик народився 21 листопада 1974 року в місті Хмельницькому.
На початку 1990-х років вступав до Кам'янець-Подільського педуніверситету, продовжував навчання у Харкові, куди переїхав грати за «Металіст», а закінчив в Одесі..
Має дружину Руслану і трьох дітей — Уляну, Дарину і Серафима. З Русланою навчався в одному класі й у 18 років одружився з нею.

## Спортивна кар'єра
У сім років зробив першу спробу записатися до ДЮСШОР «Поділля» (Хмельницький). Але виявилося, всі групи вже укомплектовані. І Андрій відправився в секцію з вільної боротьби, у якій провів два роки і навіть став бронзовим призером чемпіонату області. Щоправда при першій же нагоді повністю переключився на футбол.
Починав Кірлік на лівому фланзі оборони, якийсь час був нападаючим, але з тих пір як почав грати команді майстрів, постійно діяв на позиції лівого півзахисника.
Почав грати в ДЮСШОР «Поділля» (Хмельницький). Перший тренер — Аркадій Йосипович Морговський.
За свою кар'єру провів 331 матч у вищій лізі чемпіонату України. Грав під керівництвом таких тренерів, як Євген Лемешко, Михайло Фоменко, Семен Альтман.
Після завершення сезону 2007/08 «Чорноморець» не продовжив контракт з футболістом, після чого він закінчив спортивну кар'єру і 7 березня 2009 року митрополит Одеський і Ізмаїльський Агафангел звершив Божественну літургію святителя Іоанна Златоустого у Свято-Іннокентієвську храмі Одеського Спасо-Преображенського собору, під час якої висвятив у диякона випускника Одеської духовної семінарії Андрія Кирлика.

### Досягнення

#### Клубні
- Бронзовий призер Чемпіонату України: 2005/06
- Фіналіст Кубку України

#### Індивідуальні
- Член Клубу Олександра Чижевського: 331 матчів
- Один з 33 найкращих футболістів України: 2003 , 2004